# Andrzej Wasylewski
Andrzej Wasylewski (ur. 23 czerwca 1937 w Warszawie) – polski reżyser, scenarzysta i operator filmów dokumentalnych o tematyce muzycznej i społeczno−kulturalnej  oraz spektakli Teatru Telewizji, a także popularyzator muzyki jazzowej, fotograf i publicysta, autor książek o jazzie.

## Życiorys
Kontakt z muzyką miał od najmłodszych lat, gdyż jego ojciec Bolesław Wasylewski grał na fortepianie i skrzypcach. Ojciec poległ w powstaniu warszawskim, gdy Andrzej miał siedem lat.
Po wojnie uczył się w Zakładzie Wychowawczo-Naukowym o.o. Pijarów w Rakowicach pod Krakowem. Uczestniczył w zajęciach i obozach krakowskiej Young Men’s Christian Association (YMCA). Obiekt, w którym mieściła się jej siedziba, po likwidacji przejął Młodzieżowy Dom Kultury (MDK). Dla sekcji muzycznej i dostępnej tam gitary, porzucił prywatne lekcje fortepianu. Był to okres edukacji w II Liceum Ogólnokształcące im. Króla Jana III Sobieskiego w Krakowie, którego absolwentami byli uznani i cenieni dziś muzycy jazzowi, m.in. Jerzy „Duduś" Matuszkiewicz i Andrzej Trzaskowski. Tam też nasiąknął muzyką jazzową.
W 1957 pozostawił prawo na Uniwersytecie Jagiellońskim i wyjechał do Łodzi, gdzie rozpoczął Studia w Państwowej Wyższej Szkole Filmowej, Telewizyjnej i Teatralnej im. Leona Schillera (PWSFTviT). Jako operator zadebiutował w 1961 roku zdjęciami do szkolnej etiudy fabularnej pt. „Holden” na motywach fragmentów ,,Buszujący w zbożu” J.D. Salingera, w reżyserii Krzysztofa Zanussiego. Film dyplomowy zrealizował w Islandii i w 1967 uzyskał dyplom magistra na Wydziale Operatorskim.
Jako fotograf, publicznie debiutował podczas VIII Ogólnopolskiej Wystawy Fotografiki w warszawskiej Zachęcie w 1959, ale już rok wcześniej czytelnicy ówczesnych kolorowych tygodników „Dookoła Świata” i „Panorama Północy” mogli obejrzeć jego obszerne fotoreportaże m.in. z krakowskiego festiwalu Zaduszki Jazzowe.
W 1968 roku był stażystą we francuskiej agencji Office de Radiodiffusion Télévision Française (ORTF) w Paryżu. W następnych latach zrealizował w Telewizji Kraków kilkanaście spektakli Teatru Telewizji, reżyserował programy poetycko−muzyczne, estradowe i cykliczne m.in. „Krakowskie Studio Jazzowe przedstawia”, oraz prowadzone przez Andrzeja Trzaskowskiego „Spotkania z jazzem” (46 odcinków).
W latach 1975 – 1979 reżyserował filmy dla norweskiego publicznego nadawcy radiowo–telewizyjnego Norsk Rikskringkasting (NRK) oraz w USA, dla Music International LH.
W 1976 roku podjął pracę w charakterze reżysera w Redakcji Muzyki Poważnej i w zespole Studia 2 w oddziale warszawskim Telewizji Polskiej (TVP), gdzie zrealizował ok. 40 filmów dokumentalnych i programów muzycznych, m.in. o festiwalach Jazz Jamboree, Złota Tarka, Jazz nad Odrą. Zajmował się również reżyserią widowisk estradowych w Warszawie, Poznaniu i Opolu.
W roku 1979, filmy Wasylewskiego pokazywane były w National Press Club w Waszyngtonie, w Songwriters Hall of Fame w Nowym Jorku oraz Rutgers University w Newark, przez legendarnego amerykańskiego promotora jazzu Willisa Conovera, a podczas festiwalu Jazz Jamboree'79, w jazzowym klubie Akwarium. Prezentował je również niemieckiej publiczności we Frankfurcie, Mainz i Berlinie, krytyk i producent muzyczny, Joachim E. Berendt. Na jego zaproszenie, w latach 1981 – 1988, Wasylewski reżyserował dla telewizji Südwestfunk Baden-Baden, międzynarodowe, cykliczne „warsztaty jazzowe” i koncerty – New Jazz Meeting.
W latach 1981 – 1993 mieszkał w Paryżu pracując dla telewizji francuskiej Antenne 2 oraz TF1, Point du Jour Production i Micromegas. Był dyrektorem artystycznym agencji Micromegas Production – Promotion Artistique. Współtworzył Festival de piano-jazz polonais w Instytucie Polskim w Paryżu w roku 1991. Powrócił do realizacji programów, widowisk publicystyczno–artystycznych i filmów dokumentalnych, emitowanych za granicą i w TVP, m.in. o sztuce i podróżach. Wiele z nich zrealizował wspólnie ze swoją żoną, scenarzystą i reżyserem, Danutą Wasylewską.
Jest twórcą dokumentalnego serialu historycznego Jazzowe dzieje Polski, którego premiera miała miejsce podczas 50. edycji festiwalu Jazz Jamboree (2008), w kinie „Muranów” w Warszawie. W 2018 roku, nakładem Instytutu Pamięci Narodowej ukazała się jego książka pt. „Jazzowe dzieje Polaków. Biografia wielogłosowa”, wzbogacona o cztery płyty DVD z filmami i koncertami jazzowymi. Premiera albumu miała miejsce w Piwnicy pod Baranami podczas 63. Krakowskich Zaduszek Jazzowych.
Od 1970 roku jest członkiem Związku Artystów Scen Polskich (ZASP), a od 1973 r. należy do Stowarzyszenia Filmowców Polskich.
9 lipca 2008 roku został odznaczony Brązowym Medalem „Zasłużony Kulturze Gloria Artis” za upowszechnianie kultury.
W 2009 r. Walny Zjazd Polskiego Stowarzyszenia Jazzowego (PSJ) przyznał mu tytuł Członka Honorowego Polskiego Stowarzyszenia Jazzowego.

## Życie prywatne
Andrzej Wasylewski pochodzi z wywodzącej się ze Lwowa rodziny wybitnych popularyzatorów historii o tradycjach dziennikarsko–literackich. Żona, Danuta, również pochodzi z lwowskiej rodziny. Jej ojciec Karol Baraniecki był wybitnym rysownikiem karykaturzystą.
Prapradziad po kądzieli Tadeusz „Chochlik” Wasilewski herbu Drzewica (1795 – 1850), był absolwentem Uniwersytetu Lwowskiego, wicemarszałkiem Sejmu Stanowego, autorem rozpraw, m.in. o włościanach w Galicji – „Dzieje ludu wiejskiego w Polszcze.” Prababka Felicja Boberska z domu Wasilewska (1825 – 1889) była publicystką i pedagogiem. Pradziad Juliusz Starkel (1840 – 1918) był pisarzem, publicystą, wydawcą i redaktorem lwowskiego „Dziennika Literackiego”.
Stryj Stanisław Wasylewski (1885–1953), absolwent filologii Uniwersytetu im. Jana Kazimierza we Lwowie, uprawiał eseistykę historyczno–literacką, w 1936 roku został laureatem Złotego Wawrzynu Polskiej Akademii Literatury.
Ojciec Bolesław Wasylewski (1907–1944) absolwent filologii Uniwersytetu im. Jana Kazimierza we Lwowie, był miłośnikiem i twórcą fotografii, publicystą i wydawcą periodyku „W młodych oczach”. W czasie okupacji prowadził tajne komplety, był redaktorem w konspiracyjnym organie prasowym Delegatury Rządu na Kraj  – ”Rzeczpospolita Polska”, oraz ”Kurierze Stołecznym”, będącym dziennikiem powstańczym Stronnictwa Pracy. Matka, Helena Wasylewska–Fierich (1914 – 2003) z zawodu filolog, w czasie Powstania Warszawskiego działała w powstańczej służbie sanitariuszek (opaska powstańcza PCK, nr B3203/VIII), a po wojnie uczyła w krakowskich liceach.

## Nagrody
- Nagroda Prezesa PRiTV za całokształt osiągnięć artystycznych w realizacji telewizyjnych programów i filmów muzycznych (1979)
- Nagroda Publicystów PSJ za film pt. Nie strzelać do muzyki (USA) (1979)
- Nagroda na „International Jazz Film Saloon” za film pt. Vocal summit (1985)
- Nagroda Prezesa Komitetu ds. Radia i Telewizji „za wartości muzyczne i dokumentalne cyklu programów telewizyjnych Mój Jazz (1988)
- Brązowy Medal „Zasłużony Kulturze Gloria Artis” za upowszechnianie kultury (2008)[8]
- Grand Prix Jazz Melomani 2018 w kategorii „Krytyk-dziennikarz roku” za wydawnictwo pt. Jazzowe dzieje Polaków. Biografia wielogłosowa.

## Filmografia
- 1972: Winobranie
- 1972: Pióropusz czy korona
- 1972: Inter-Tie 72
- 1972: Góralskie podłazy, czyli chodzenie z kolędnikami i szopka na gody
- 1973: Zagrajcie a napiszą
- 1973: Tematy polskie
- 1973: Serce. Stu Martin
- 1973: Ptak Cezariusz
- 1973: Przecież nic się nie stało
- 1973: Portraits from Cracow
- 1973: Oslo
- 1973: Miłość czysta u kąpieli morskich
- 1973: Karnawał żywiecki
- 1973: Gadające zwierciadełko
- 1973: ...że dni nasze wiosenne...
- 1974: Beginning or end
- 1975: Zaduszki Jazzowe
- 1975: Z krainy fieldów i fiordów
- 1975: U źródeł muzyki norweskiej
- 1975: Portret Jazzem Malowany: Sarah Vaughan
- 1975: Norweska ballada
- 1975: Jazz nad Odrą'75
- 1975: Gorale, gorale
- 1975: Edward Grieg
- 1975: Alek, Duduś, Drążek...
- 1976: Portret Jazzem Malowany: Gil Evans
- 1976: Portret Jazzem Malowany: Woody Herman
- 1976: Portret Jazzem Malowany: Stan Kenton
- 1976: Portret Jazzem Malowany: Benny Goodman
- 1976: Na przykład... Muniak
- 1976: Gramy standard!
- 1977: Portret Jazzem Malowany: Muddy Waters
- 1977: Tobie Polsko śpiewamy
- 1977: Kontrapunkt w synkopach
- 1978: Przed nami Bombaj
- 1978: Muzyka Indii
- 1978: Korowód
- 1978: Jazz Yatra ’78
- 1978: Adam Makowicz
- 1979:  Willis Conover and the World of Jazz
- 1979: Podróż magiczna
- 1979: Nie strzelać do muzyki (USA)
- 1979: Fotoplastykon, czyli Ptaszyna opisanie podróży do Indyj
- 1980: Tu się zaczęło – Nowy Orlean
- 1980: Pozłacany warkocz
- 1980: Papaya – czyli skąd się biorą dziewczynki
- 1980: Duet Gary Burton – Chick Corea
- 1980: Czas jazzu – Willis Conover
- 1980: Adam na Brodwayu
- 1981: Dzień dobry kapitanie!
- 1982: We'll Remember Coltrane[9]
- 1982: Percussion summit
- 1983: Vocal summit
- 1985: World music
- 1986: Od raga do rocka z Joe Berendtem
- 1986: Anglo – Polish Jazz Meeting
- 1987: Old friends
- 1988: Carla & Steve
- 1989: New Jazz Meeting[10][11]
- 1990: Un jour Olga
- 1990: Othodoxie
- 1991: Pokoik na Kremlu
- 1991: Menu – tryptyk normandzki
- 1991: Auture Moscou
- 1991: Aleksandre Kabakov – Moscou l'an vi
- 1992: Moja Europa: Georges Charpak – Fizyk. Lureat nagrody Nobla 1992
- 1992: Moja Europa: Anna Prucnal. Zawód: Gwiazda
- 1993: Moja Europa: Monsieur Franciszek Starowieyski
- 1993: Miłosz Magin
- 1994: Szklany dom
- 1994: Moja Europa: Fotograf rzeczy, których nie ma
- 1994: Moja Europa: Jak Fiszer buduje Paryż
- 1995: Gość w dom
- 2002: Apetyt na Europę
- 2008: Jazzowe dzieje Polski[5]